# Landrusning
Landrusning (efter engelskans land run eller land rush) syftar på en av flera historiska händelser i USA:s historia. Landrusningarna skedde efter att staten via homesteadlagarna öppnat tidigare skyddade områden för ny bosättning enligt först till kvarn-principen. Detta skedde vid sju separata tillfällen mellan 1889 och 1895, då stora delar av tidigare indianterritorier såldes till nyanlända nybyggare. Vid landrusningarna fick stora delar av dagens delstat Oklahoma nya markägare. Händelserna benämns ofta med samlingsbenämningen Oklahoma Land Run).

## Principer
Vid nämnda landrusningar togs markområden i anspråk enligt principen "först till kvarn", genom budgivning, lotteri eller någon annan princip. I alla händelser köpte nybyggaren sin mark från General Land Office (GLO), en amerikansk myndighet som fungerade åren 1812–1946. När tidigare indianterritorier blev föremål för nybyggande, distribuerade GLO köpeskillingarna vidare till de olika stamfolken enligt tidigare framförhandlade villkor.
1889 års landrusning till Oklahoma är den mest kända av landrusningarna, medan 1893 års landrusning var den största.

## Oklahomas landrusningar
I Oklahoma – då Indianterritoriet och senare Oklahoma Territory – gjorde under ett antal år nybyggare i angränsande områden olika räder in på de indianska områdena. USA:s kongress beslöt slutligen att lösa problemet genom att öppna dessa "ouppdelade" områden för nybygge. Området blev därefter föremål för sju separata landrusningar, inlett av (1) 1889 års mycket omskrivna landrusning den 22 april. Den inledande landrusningen i Indianterritoriet/Oklahoma gav upphov till begreppet "Eighty-Niner" (en veteran från denna landrusning). Denna första landrusning ombildades senare till ett antal av dagens countyn i delstaten Oklahoma:
- Canadian County
- Cleveland County
- Kingfisher County
- Logan County
- Oklahoma County
- Payne County

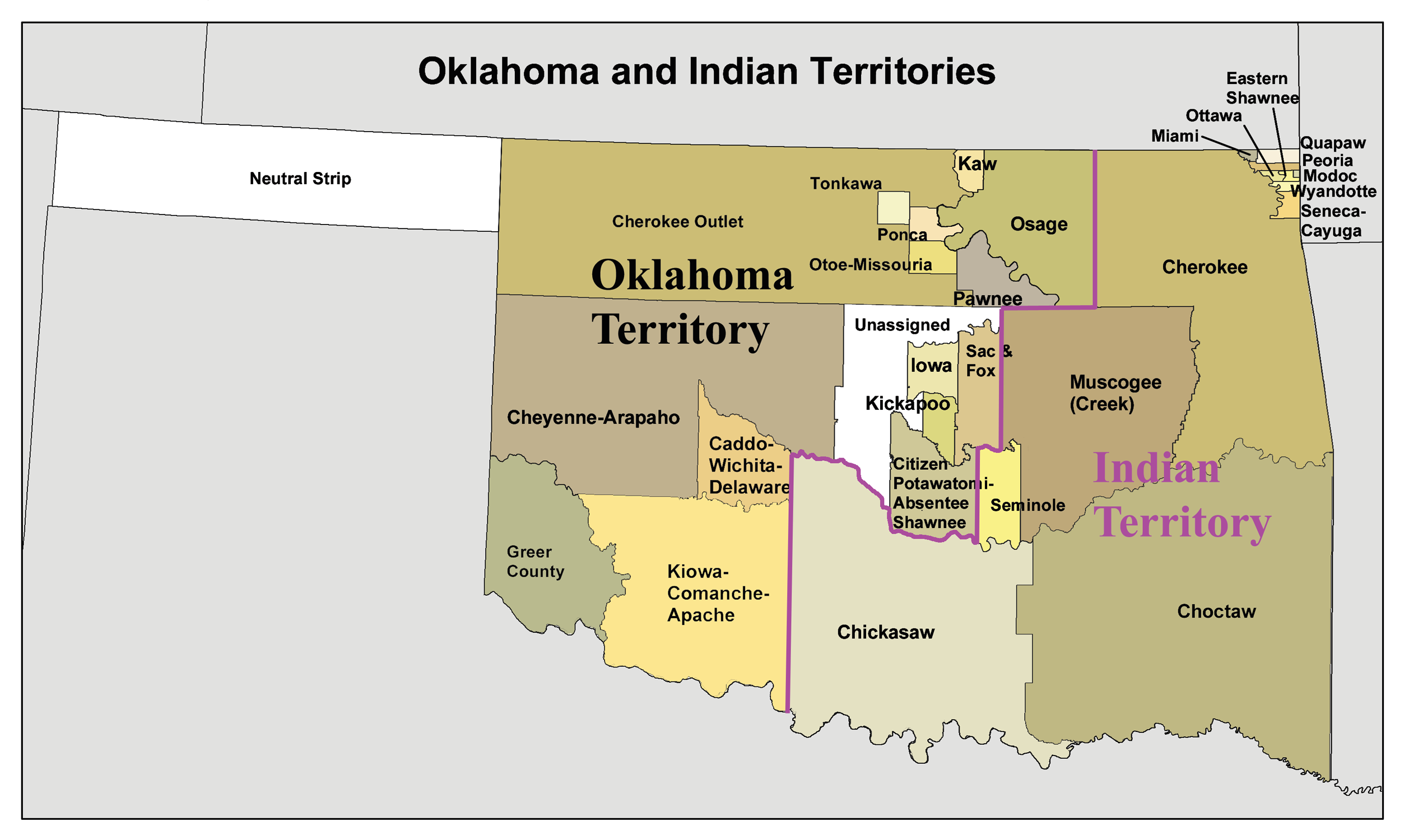
Karta över Indianterritoriet med uppdelningen mellan indianfolken. Oklahoma Territory blev resultatet av de olika landrusningarna.

Områdena som dittills tillhört folken iowa, sax och Fox, potawatomi och shawnee öppnades genom (2) en landrusning den 22 september 1891. Då fördelades 6 097 marklotter om vardera 160 acres (65 hektar) av tidigare reservatmark. Dagen därpå arrangerades (3) en landrusning där Tecumseh, den planerade huvudorten i dagens Pottawatomie County, befolkades av nybyggare. 28 september samma år arrangerades (4) ytterligare en landrusning, då Chandler, den planerade huvudorten i dagens Lincoln County, fick sina första nybyggare.
19 april 1892 skedde (5) en landrusning som öppnade cheyennernas och arapahoernas marker för nybyggen.
Den så kallade Cherokee-remsan (Cherokee Outlet eller Cherokee Strip) blev (6) 16 september 1893 föremål för den ytmässigt största av alla landrusningar. Området, som tillhörde cherokeserna täckte en yta av 8 144 682,91 acress (motsvarande cirka 3,3 miljoner hektar eller 33 000 kvadratkilometer). Vid landrusningen befolkades en yta fyra gånger så stor som vid landrusningen 1889 av nybyggare. Cherokee Strip Regional Heritage Center i Enid hedrar minnet av denna händelse.
Den (7) sista landrusningen i Oklahoma skedde den 23 maj 1895. Då öppnades större delen av kickapooernas marker för nybygge.

## Minnesmärke
Skulptören Paul Moore vann en tävling om att få smycka Oklahoma Centennial Land Run Monument. Allteftersom Moore färdigställt de olika delarna i det 47 delar stora monumentet, har de infogats i det slutliga bronsmonumentet på plats i Oklahoma City. Detta inkluderar hästar, ryttare, vagnar och hundar. När monumentet färdigställdes 2015, beräknades det slutliga resultatet täcka 34 kvadratmeter – en av världens största bronsskulpturer.

## I populärkulturen
- 1889 och 1893 års landrusningar till Oklahoma porträtterades i Edna Ferbers roman Cimarron (1929), liksom filmerna från 1930 och 1960 som baserades på boken.
- 1893 års landrusning till Cherokee-remsan ingick i handlingen i långfilmerna Tumbleweeds (1925) och Far and Away (1992).
- Landrusningen till Cherokee-remsan 1893 porträtterades också i 1969 års roman The Thundering Prairie av M. A. Hancock.
- Lucky Luke-albumet Vägen till Oklahoma handlar om 1889 års landrusning till Oklahoma.